# Robert Gibson
Robert Michael Gibson (født 2. februar 1986 i Kingston, Canada) er en canadisk tidligere roer.
Gibson vandt en sølvmedalje ved OL 2012 i London, som del af den canadiske otter. Resten af besætningen bestod af Gabriel Bergen, Douglas Csima, Conlin McCabe, Malcolm Howard, Andrew Byrnes, Jeremiah Brown, Will Crothers og styrmand Brian Price. Der deltog i alt otte både i konkurrencen, hvor Tyskland vandt guld, mens Storbritannien tog bronzemedaljerne. Han deltog desuden ved OL 2016 i Rio de Janeiro, som del af den canadiske dobbeltfirer.
Gibson har desuden både en VM-sølv- og bronzemedalje i otter samt en sølvmedalje i firer med styrmand.

## OL-medaljer
- 2012:  Sølv i otter